# Distrikt Checacupe
Der Distrikt Checacupe liegt in der Provinz Canchis der Region Cusco in Südzentral-Peru. Der Distrikt wurde am 14. Oktober 1833 gegründet. Er besitzt eine Fläche von 937 km². Beim Zensus 2017 lebten 5153 Einwohner im Distrikt. Im Jahr 1993 lag die Einwohnerzahl bei 5037, im Jahr 2007 bei 4883. Die Distriktverwaltung befindet sich in der 3441 m hoch gelegenen Kleinstadt Checacupe mit 2132 Einwohnern (Stand 2017). Checacupe liegt 37 km nordwestlich der Provinzhauptstadt Sicuani. Die Straße von Puno nach Cusco führt entlang dem Río Vilcanota.

## Geographische Lage

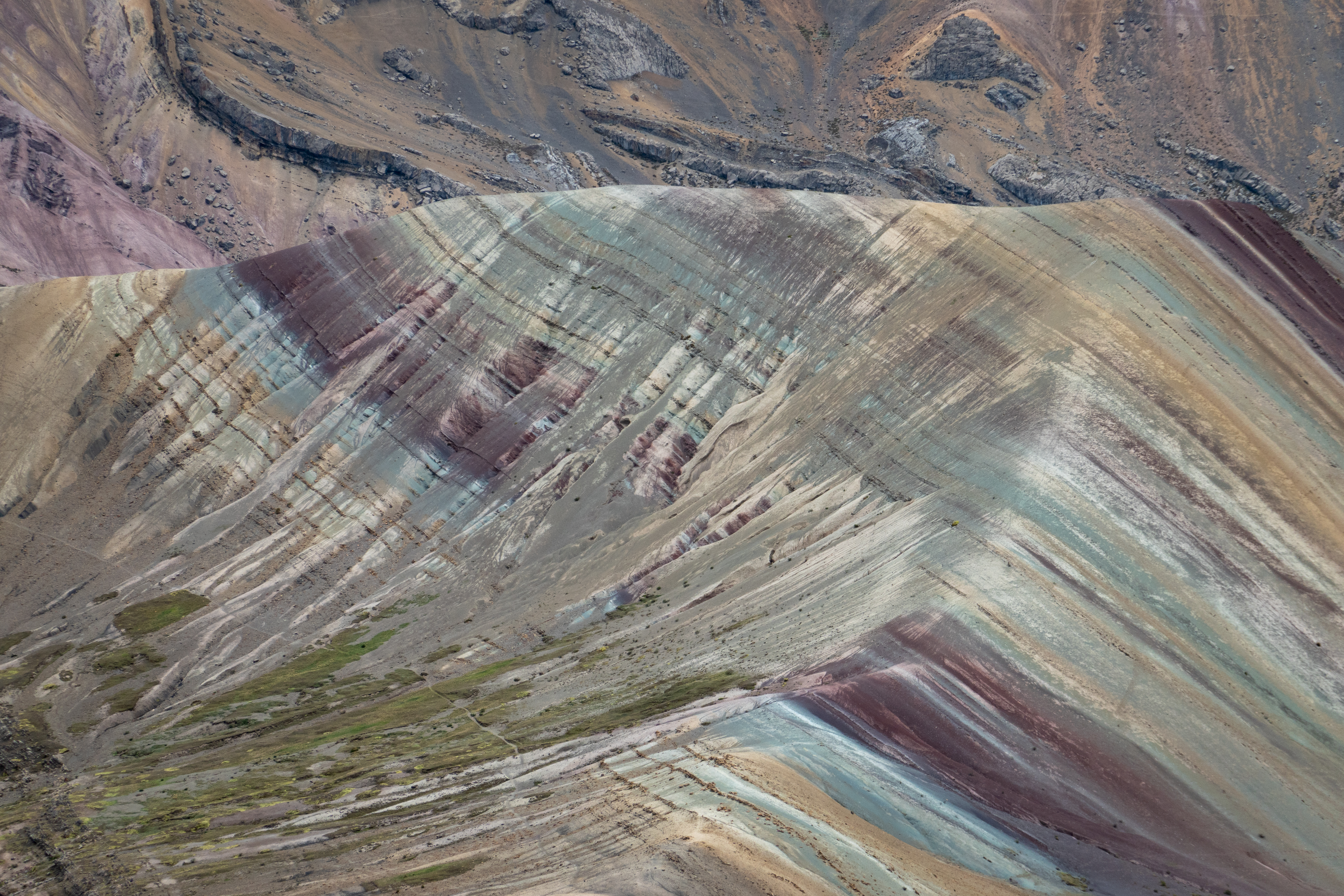
Cordillera Arcoíris de Palccoyo

Der Distrikt Checacupe befindet sich im Andenhochland im Nordwesten der Provinz Canchis. Entlang der östlichen Distriktgrenze verläuft der Ostteil der Cordillera Vilcanota mit der Quelccaya-Eiskappe und dem 5743 m hohen Joyllor Puñuna, deren höchste Erhebung. Der Río Vilcanota (Oberlauf des Río Urubamba) durchquert den äußersten Westen des Distrikts in nördlicher Richtung. Bei Checacupe mündet der Río Pitumarca in diesen. Der weit größere Ostteil des Distrikts wird vom Río Salcca in südlicher Richtung entwässert. Dort reicht der Distrikt im Nordosten bis fast an das Südufer des Sees Laguna Sibinacocha heran.
Der Distrikt Checacupe grenzt im äußersten Westen an die Distrikte Mosoc Llacta, Acopía und Sangarará (alle drei in der Provinz Acomayo), im Nordwesten an den Distrikt Cusipata (Provinz Quispicanchi), im Norden an den Distrikt Pitumarca, im Nordosten an den Distrikt Marcapata (Provinz Quispicanchi), im Osten an den Distrikt Corani (Provinz Carabaya) sowie im Süden an die Distrikte San Pablo und Combapata.
Die Cordillera Arcoíris de Palccoyo sind für farbenreiche „Regenbogenberge“ bekannt.

## Ortschaften
Im Distrikt gibt es neben dem Hauptort folgende größere Ortschaften:
- Chari (288 Einwohner)
- Llocllora (334 Einwohner)
- Occobamba
- Ocuvire
- Palccoyo
- Suttoc